# Puch MS 50
Die Puch MS 50 ist ein Moped mit 48,8 cm³ Hubraum und 1,0 bis 1,7 kW Leistung. MS steht für Moped-Schalenrahmen, die Zahl 50 steht für den Hubraum von ca. 50 cm³. Die Puch MS 50 wurde von 1954 bis 1982 praktisch unverändert vom österreichischen Hersteller Steyr-Daimler-Puch hergestellt und ist damit das weltweit am längsten gebaute Moped.

## Modellgeschichte
Puch begann die Designarbeiten für die MS 50 im Herbst 1952 und präsentierte das erste Vorserienmodell im Sommer 1954. Im Herbst 1954 kam die MS 50 in graugrüner Farbe auf den Markt. Entwickler war der Ingenieur Walter Kuttler. Als innovativ galten vor allem die recht kleinen Räder im Vergleich zu anderen damaligen Mopeds wie dem NSU Quickly. Weniger positiv wurde hingegen die gestalterische Lösung der Tank-Rahmenverbindung bewertet.
Das Mittelrohr des Rahmens, im Österreichischen „Stangel“ genannt, führte zum Spitznamen „Stangelpuch“. Sie wurde wegen ihrer langen Verwendung bei der österreichischen Post auch „Postler-Puch“ oder „Postfrosch“ genannt. Andere Spitznamen waren „Maurerbock“ und „Maurersachs“.
Die MS 50 und ihr gebläsegekühlter Motor diente als Vorlage für die meisten späteren Puch-Moped und Kleinroller (VS, DS, VZ, MV, MC, X50 und andere).
Die erste Serie der MS 50 (6000175-6000200) [Quelle erforderlich] verwendete den Rahmen des Vorserien-Modells. Auffallendes Merkmal dieses Models und der zweiten Serie war der runde Übergang („Sicke“) vom Sattelstützrohr zum Gepäckträger. Dies führte zum Namen „Sicke“-Puch. Spätere Modelle erhielten einen fast geraden Übergang. Weitere Unterschiede waren ein dünneres Mittelrohr („Stangel“), der kleine 3-l-Tank (später 4,6 l und 5,5 l), dünnere Felgen, nicht verchromte Naben, kleinerer Zylinderkopf und schmalere vordere Schutzbleche.
Die genaue Stückzahl der „Sicke“-Puch ist unbestätigt. Im Forum von Puchklub.at ist derzeit 6,003,6xx als Nummer für eine höchste bestätigte Sicke angegeben. Der Ersatzteilkatalog gibt eine Änderung von Rahmen, Gabel, vorderem Kotflügel und Vorderrad ab Nummer 6,030,001 an. Dies bezieht sich aber möglicherweise nicht auf die „Sicke“.

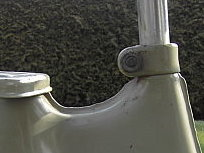
Sicke-Übergang der ersten Puch MS 50 Modelle

Ab 1955 gab es den vergrößerten Tank (4,6 l), verstärkten Mopedrahmen, tiefere und breitere Schutzbleche, größere Reifen und Felgen, eine verstärkte Kette sowie eine neue Kettenabdeckung. Die MS 50 wurde nun rot lackiert. Im selben Jahr wurde die Luxusausführung MS 50 L vorgestellt – mit verchromten Felgen, Naben und Werkzeugkastendeckel sowie Weißwandreifen. Die MS 50 L war in lindgrün, rot und schwarz erhältlich.
1956 wurde der Moped-Roller MSK 50 vorgestellt (K steht für Kickstarter). Er hatte die hinteren Schutzbleche des späteren Modells mit Vollnabe (VS 50) sowie Beinschutzschild und Trittbretter der VS 50 K. Der Motor war nicht gedrosselt und leistete 2,3 PS.
1958 kam das Modell MS 50 V auf den Markt (V steht für Verstärkt). Es hatte den großen Tank (5,5 l) und die stärkeren hinteren Stoßdämpfer des Modells mit Vollnabe (VS 50).
Die Namen MS 50, MS 50 L und MS 50 V wurden gleichzeitig in verschiedenen Märkten verwendet. Es gab eine Vielzahl anderer Modelle wie zum Beispiel die auf 25 km/h gedrosselte Mofa-Version MS 25. Diese Vielzahl von Produkten, Ausführungen und Märkten macht eine umfassende Auflistung aller Modelle und Baujahre nahezu unmöglich. 1961 gab es zum Beispiel in Schweden die Modelle MS 50 VK (mit Kickstarter) und MS 50 VKF (mit Kickstarter und Fußschaltung). 1968 zeigt ein Katalog die MS 50 A (mit 2-Gang-Automatik) und MS 50 KA (mit 2-Gang-Automatik und Kickstarter).
In Großbritannien gab es die MS 50 D (Dreigang) mit VS-Rahmen, Sitzbank, aber vorderem MS-Kotflügel. In Dänemark gab es die MS 50 P (Pedale), MS 50 K2T und MS 50 K3T (mit Kickstarter und Sitzbank).
Puch fertigte die MS 50 auch unter der Marke Allstate für die Warenhäuser Sears Roebuck and Co. USA und Simpson-Sears Ltd. Canada.
Ab Ende der 1950er-Jahre baute auch die slowenische Firma Tomos MS- und VS-Modelle, die zuerst unter Lizenz montiert wurden; später wurden dann Modelle in Eigenfertigung unter dem Namen „Colibri“ hergestellt. Dies war der Beginn des erfolgreichen Tomos-Mopedprogramms.
Der italienische Fahrzeughersteller Bianchi baute die MS 50 unter dem Namen Bianchi Sparviero in Lizenz (1956).

## Weitere technische Daten (MS 50, ca. 1955)
- Bohrung: 38 mm
- Hub: 43 mm
- Schmierung: Motor-Gemischschmierung 1:25 (=4 %)
- Getriebe: Ölfüllung im Getriebegehäuse (Sommer SAE 40-50/Winter SAE 20-30)
- Zündung: Schwunglichtmagnetzünder 6 V/17 W
- Vorzündung: 2,5 mm
- Vergaser: Fischer-Vergaser 12 mm Durchlass
- Hauptdüse: 58 (56)
- Luftfilter: Nassluftfilter mit Starthilfe
- Kupplung: Scheibenkupplung im Ölbad
- Steigfähigkeit: 20 % (ungedrosselt) / 16 % (gedrosselt)
- Tankinhalt: ca. 4,6 Liter einschl. Reserve
- Bereifung: 23″ × 2,25″
- Gewicht im fahrbereiten Zustand: 39 kg
- Zulässiges Gesamtgewicht: 125 kg